# Yangbi

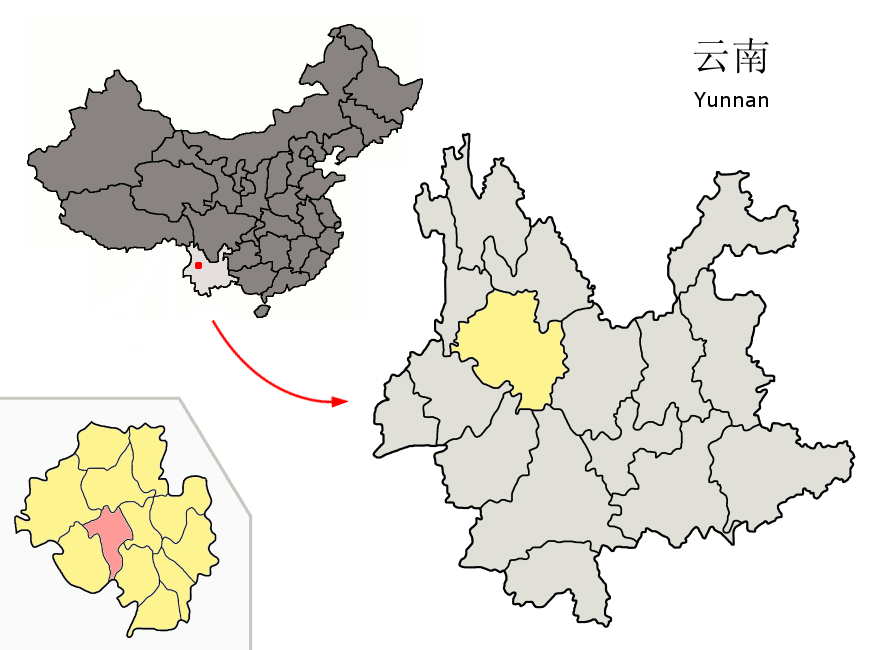
Lage des autonomen Kreises Yangbi (rosa) der Yi im autonomen Bezirk Dali der Bai

Der Kreis Yangbi (漾濞县), mit vollem Namen autonomer Kreis Yangbi der Yi (漾濞彝族自治县,  Yàngbì Yízú Zìzhìxiàn), ist ein autonomer Kreis der Yi im autonomen Bezirk Dali der Bai in der chinesischen Provinz Yunnan. Er hat eine Fläche von 1.861 km² und zählt 97.610 Einwohner (Stand: Zensus 2020). Sein Hauptort ist die Großgemeinde Cangshanxi (苍山西镇).

## Administrative Gliederung
Auf Gemeindeebene setzt sich der autonome Kreis aus drei Großgemeinden und sieben Gemeinden zusammen. Diese sind:
- Großgemeinde Cangshanxi (苍山西镇)
- Großgemeinde Maidi (脉地镇)
- Großgemeinde Pingpo (平坡镇)

- Gemeinde Shuangjian (双涧乡)
- Gemeinde Fuheng (富恒乡)
- Gemeinde Taiping (太平乡)
- Gemeinde Shunbi (顺濞乡)
- Gemeinde Wachang (瓦厂乡)
- Gemeinde Longtan (龙潭乡)
- Gemeinde Jijie (鸡街乡)